# مقاطعة يونيون (لويزيانا)
مقاطعة يونيون (بالإنجليزية: Union Parish, Louisiana)‏ هي إحدى مقاطعات ولاية لويزيانا في الولايات المتحدة. تأسست سنة 1839، وتبلغ مساحتها 2345 كم2، بلغ عدد سكانها 22721 نسمة في عام 2010 حسب إحصاء مكتب تعداد الولايات المتحدة وتصل الكثافة السكانية فيها 10 نسمة/كم2.

## أعلام
- ويليام لورينزو هوارد
- ويليام رايت هيرد

## وصلات خارجية
- United States Counties